# Augustiner-Eremiten-Kirche Bad Radkersburg

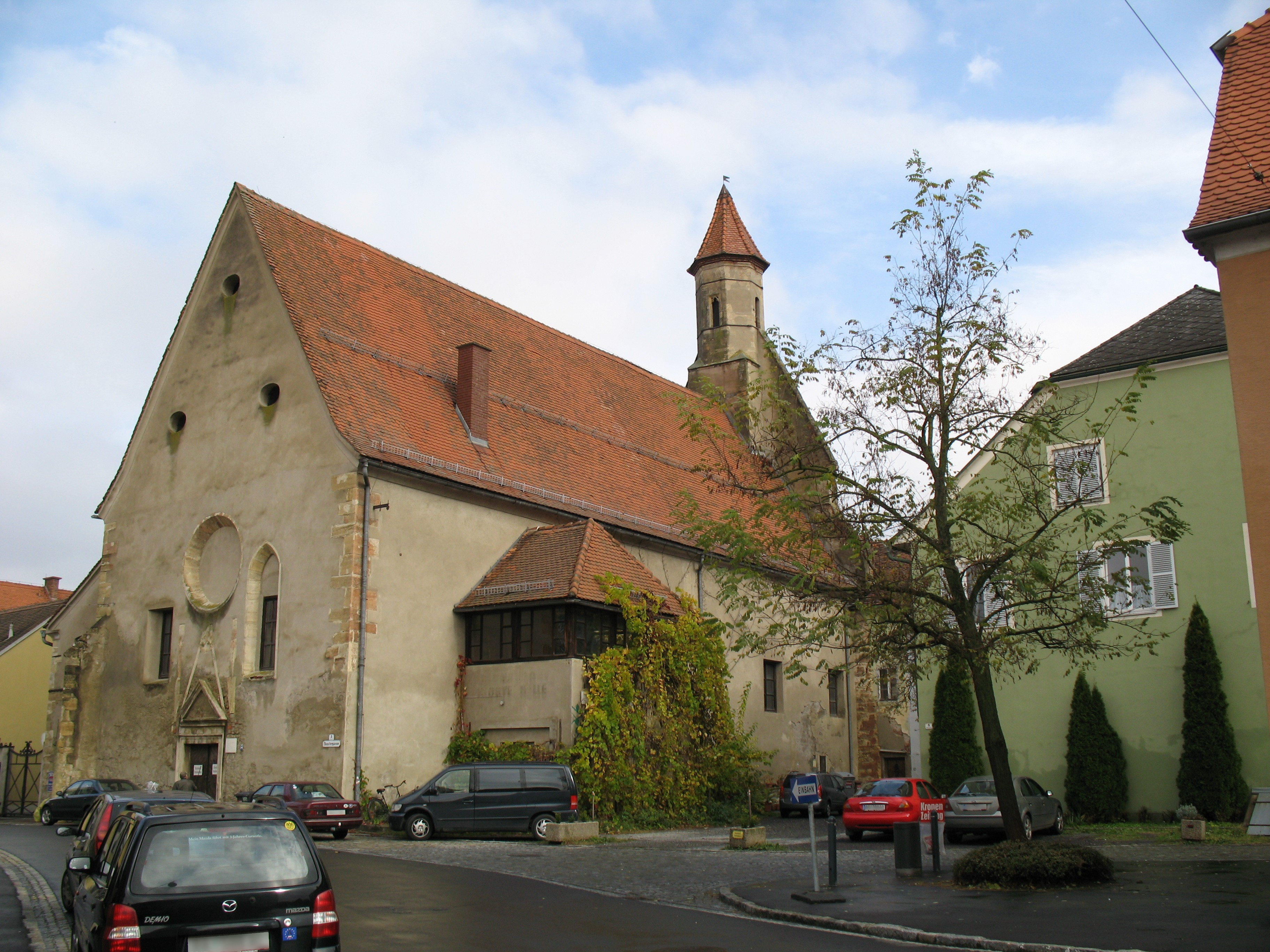
Ehemalige Augustiner-Eremiten-Kirche

Die ehemalige Augustiner-Eremiten-Kirche in der Stadt Bad Radkersburg in der Steiermark steht unter Denkmalschutz.

## Geschichte
Die Augustiner-Eremiten-Kirche mit Kloster wurde ab 1395 erbaut und 1542 von den Augustiner-Eremiten verlassen. Danach war die Kirche als landschaftliche Zeugkammer in Verwendung. 1614, vermutlich im Zuge der Gegenreformation wurden Kirche und Kloster den Kapuzinern übergeben. Das Kapuzinerkloster wurde 1817 unter Josef II. säkularisiert. Seitdem wird die Kirche als Weinkeller und das Kloster als Kaserne genutzt. Weil die Kirche in den 1850er Jahren als Theater genutzt wurde, wurde die Gasse an der Westfront Theatergasse benannt. Das Klostergebäude wurde 1940 für die Errichtung einer Südtiroler-Siedlung demoliert.

## Architektur
Das Kirchengebäude ist ein schlanker Bau mit einem hohen Satteldach. Die Ostfront war einst Teil der mittelalterlichen Befestigungsanlage und zeigt sich mit einem steil hochgezogenen Quadergiebel mit einem aufgesetzten Achtecktürmchen. Die Westfront zeigt ein spitzbogiges und ein vermauertes, rundes Fenster und Reste einer alten Portalbekrönung aus der Gotik und barocke  Ochsenaugenfenster.
Das Kircheninnere wurde nach 1817 durch den Einbau des Weinkellers stark verändert.

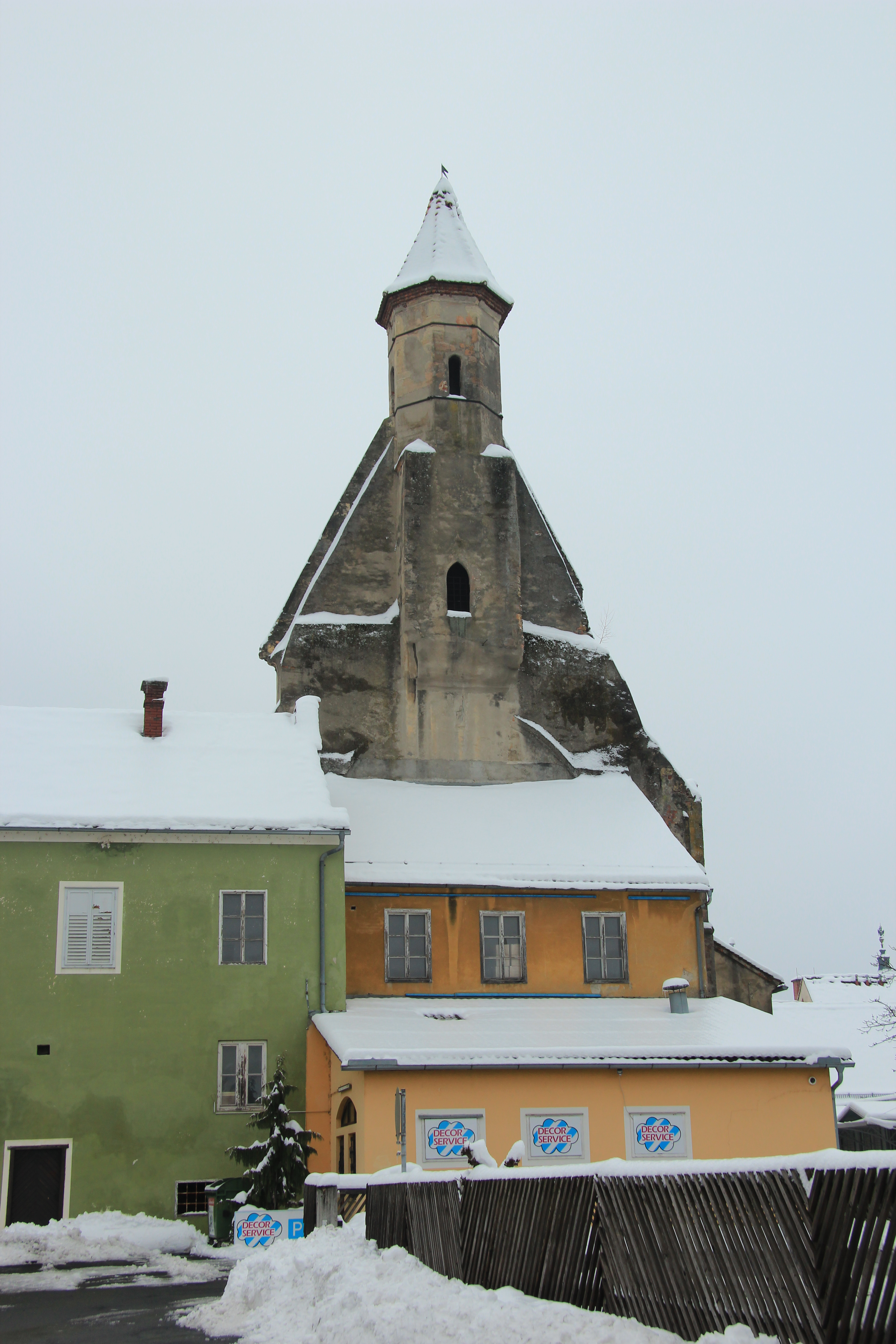
Ostfront mit aufgesetztem Achtecktürmchen
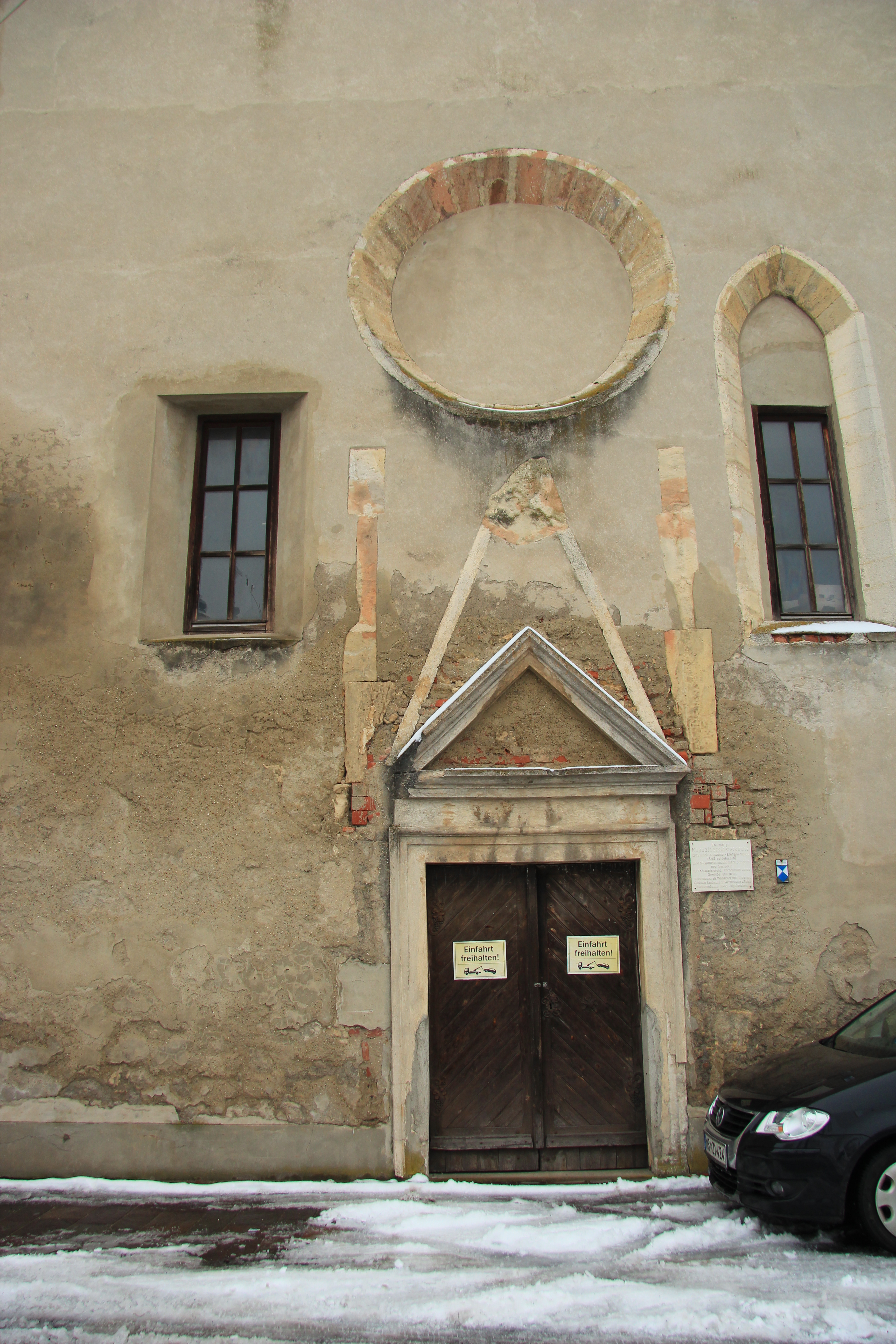
Westportal und Fenster